# ویلیام درهام
ویلیام درهام (انگلیسی: William Derham؛ ۲۶ نوامبر ۱۶۵۷ – ۵ آوریل ۱۷۳۵) یک روحانی و فیلسوف طبیعی اهل بریتانیا بود.